# كارمين بالومبو
كارمين بالومبو (بالإيطالية: Carmine Palumbo)‏ هو لاعب كرة قدم إيطالي في مركز الوسط، ولد في 18 أبريل 1993 في نابولي في إيطاليا. لعب مع نادي برو باتاريا ونادي كريمونيسي ونادي ليتشي ونادي نابولي.